# 穂積重行
穂積 重行（ほづみ しげゆき、1921年12月11日 - 2014年11月3日）は、日本の西洋史学者。東京教育大学教授・大東文化大学教授などを経て、大東文化大学名誉教授。専攻は近代イギリス史。

## 生涯
穂積重遠の長男として東京府に生まれる。穂積陳重と穂積歌子夫妻の孫で渋沢栄一の曾孫。父の重遠は栄一の初孫かつ外孫であった。また、児玉源太郎の孫でもある。旧制第一高等学校文科甲類を経て、1944年東京帝国大学文学部西洋史専攻卒業。東京教育大学講師、助教授、教授、1978年大東文化大学教授、1985年文学部長、1990年から1993年まで学長。1994年名誉教授。妻は浅尾荘一郎の長女。

## 著書
- 『産業革命』至文堂 世界史新書　1961年
- 『明治一法学者の出発 穂積陳重をめぐって』岩波書店 1988年
- 『寮歌の時代』時事通信社 1991年
- 『歴史の盲点』時事通信社 1991年
- 『穂積重行氏オーラルヒストリー』渋沢栄一記念財団渋沢史料館 2010年

### 編纂
- 『穂積歌子日記 明治一法学者の周辺 1890-1906』編 みすず書房 1989年
- 穂積陳重『忌み名の研究』校訂 講談社学術文庫　1992年
- 穂積重遠『欧米留学日記（1912〜1916年） 大正一法学者の出発』編 岩波書店 1997年